# الاشتراكية في باكستان

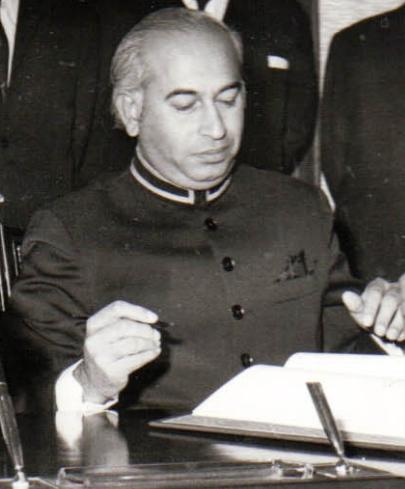
ذو الفقار علي بوتو خلال زيارة رسمية لرومانيا: دور الزعيم الباكستاني في تعزيز الاشتراكية في باكستان

اتخذت تأثيرات الاشتراكية والحركة الاشتراكية في باكستان العديد من الأشكال المختلفة بصفتها ندًّا للمحافظة السياسية، من مجموعات مثل ذا ستراغل، ولال سالام التي تُعتبر القسم الباكستاني من التيار الماركسي الأممي، إلى المجموعات الستالينية مثل الحزب الشيوعي وصولًا إلى المشروع الانتخابي الإصلاحي الذي قدّس ولادة الحزب الشعبي الباكستاني (بّي بّي بّي).
في حين كانت الرأسمالية باسطة نفوذها دائمًا، ظل تواجد الأيديولوجية الاشتراكية مستمرًا رغم ذلك في عدد من الحالات في الماضي السياسي والشخصيات البارزة في باكستان. ينتسب الكثير من بقايا الاشتراكية في باكستان اليوم إلى فكرة اليسار الإسلامي (الاشتراكية والشيوعية)، حيث تجري قيادة الدولة في إطار اشتراكي متوافق مع المبادئ السياسية الإسلامية، بينما يطالب غيرهم من المقترحين باشتراكية بحتة.

## تاريخها

### خلفية سياسية
بدأت الحركات الاشتراكية في الإمبراطورية الهندية البريطانية بالثورات الروسية، والهجرة اللاحقة للشعب السوفييتي إلى المناطق الشمالية الغربية إلى الأراضي (باكستان اليوم) التي كانت تحت سيطرة الإمبراطورية البريطانية، بين عامي 1922 و1927. كانت السلطات البريطانية مذعورة بعد الكشف عن سلسلة محاولات التمرُد ضد الإمبراطورية البريطانية، والتي عُرفت باسم قضايا مؤامرة بيشاور.

### 1947 – حتى الخمسينيات

#### الاستقلال والصراع الطبقي
بعد إنشاء باكستان مباشرة في 14 أغسطس من عام 1947، ما جرى تحصيله على يد حزب سياسي اسمه رابطة المسلمين بقيادة محمد علي جناح، بدأ الصراع من أجل تحول إلى اليسارية باعتباره فشلًا للحملة العسكرية مع جمهورية الهند. بعد وفاة جناح في عام 1948، بدأت أيديولوجيات الصدام والخلافات السياسية وقتما عزز رئيس الوزراء لياقت علي خان موقعه بصورة أكثر كثافة. كان الحزب الاشتراكي الباكستاني (بّي إس بّي) الحزب الاشتراكي الوحيد في عصره، وكان نشطًا في كل من شرق باكستان وغرب باكستان. كان الحزب الاشتراكي حزبًا علمانيًا عمومًا وكان أول من عارض فكرة تقسيم الهند. وجد الحزب الاشتراكي أنه من الصعب منافسة المحافظين وغيرهم من المجموعات اليمينية. كان الحزب الاشتراكي الباكستاني معزولًا سياسيًا مع جمهور ضئيل. كان هذا بصرف النظر عن جاذبيته القوية في المناطق الريفية. كان يتمتع بنحو 1200 عضوًا من المؤتمر الاشتراكي الآسيوي. لُوقيت البرامج اللبرالية للحزب الاشتراكي بمعارضة قاسية وصفها المحافظون بالكفار. لخوفه من نتائج الحرب، نجا رئيس الوزراء لياقت علي خان من مؤامرة انقلابية دبرتها الشخصيات اليسارية، بما فيها أفراد القوات المسلحة. ردًا على دائرة النشاط اليساري، نجح رئيس الوزراء علي خان بتأليف وتسطير قرار الأهداف في عام 1950. وافق المجلس عليه في 12 مارس من عام 1949، لكنه تلقى نقدًا لاذعًا حتى من قبل وزير القانون جوكيندر نات مندل الذي جادل ضده.
على نقيض ذلك، كان الحزب الشيوعي أكثر نشاطًا، وشعبية، وكان يحظى بدعم الطبقة الريفية نتيجة لموقفه الصارم الذي اتخذه من القضايا الاقتصادية والاجتماعية. سرعان ما قبض الحزب الشوعي على شعبيته كونها تبنّت قضايا فلاحي باكستان وعمالها ضد سلسلة الزميندارات، والطبقة الأميرية، وطبقة الأعيان من مُلاك الأراضي. خلال الانتخابات العامة لعام 1954، اكتسب الحزب الشيوعي بسلاسة التفويض الحصري في شرق باكستان والتمثيل في غرب باكستان، وفي وقت سابق من عام 1950، لعب الحزب الشيوعي دورًا أساسيًا في إضرابات العمال دعمًا لحركة اللغة البنغالية. شكل الحزب الشيوعي، بدعم من رابطة عوامي، حكومة ديمقراطية في شرق باكستان. بلغ الصراع الطبقي ذروته وقتما انتهى المطاف بأعضاء من بّي إم إل والحزب الشيوعي في شجار عنيف مع شرطة شرق باكستان في عام 1958. ردت الحكومة بعزل حكومة الحزب الشيوعي في الشرق واعتقال نحو 1.000 من أعضاء الحزب الشيوعي في الغرب، كما حظرت الحزب الشيوعي في الغرب في النهاية أيضًا.
لعدم ارتياحه لأعمال النظام الديمقراطي، والجموح في الانتخابات البرلمانية في شرق باكستان وتهديد الانفصالية البلوشية في غرب باكستان، أصدر الرئيس البنغالي اسكندر علي ميرزا بيانًا أبطَل فيه كل الأحزاب السياسية في غرب وشرق باكستان، وألغى الدستور البالغ عامين من عمره، وفرض أول قانون حكم عسكري في البلاد في 7 أكتوبر من عام 1958. اعتُقل القائد الشيوعي حسان ناصر مرارًا على أيدي الشرطة ومات في السجن في نوفمبر من عام 1960.

### من ستينيات إلى سبعينيات: بناء الأمة

#### صراع القوى وتصنيع الشركات
بعد قانون الحكم العسكري في عام 1958، تخلى الرئيس أيوب خان عن الصيغة البرلمانية لصالح النظام الرئاسي، وهو نظام سُمي «الديمقراطية الأساسية». يُعتبر النظام الرئاسي لأيوب خان «عقدًا عظيمًا»، وفيه نقلت برامجه الرئاسية البلاد من الزراعة إلى طرقات التصنيع السريع في ستينيات القرن الماضي. واجه اليسار في باكستان تعقيدات إضافية بعد الانقسام الصيني السوفييتي في الستينيات، وحظي الحزب الشيوعي بفصائله الخاصة، واحدة كانت مناصرة لبكين والأخرى مناصرة لموسكو.
بصرف النظر عن الأثر الإيجابي للتصنيع السريع، كانت نقابات العمال، والطبقات العاملة، والفلاحون، والمزارعون، خاضعين اقتصاديًا واجتماعيًا للمجتمع الأوليغارشي الصناعي القوي الذي كان يتمتع بأواصر قوية مع الرئيس أيوب خان. في الحقيقة، أهملت المجموعات الصناعية شروط العمل تمامًا وفشلت في تأمين بيئة صحية للطبقة العاملة في الصناعات. صار الوضع متوترًا اقتصاديًا في عام 1965 وقتما نشر كبير الاقتصاديين، الدكتور محبوب الحق، إحصائية وتقرير ضرائب أوضح أن «المجموعات العائلية الصناعية الاثنتين والعشرين قد بلغت أن هيمنت على دورة الحياة الاقتصادية والتمويلية لباكستان وأنها قد سيطرت على نحو ثلثي الأصول الصناعية، و80% من الأعمال المصرفية و79% من أصول التأمين في المجال الصناعي». في نفس العام، انتهت تسوية السلام خاصة الرئيس أيوب خان مع الهند لإنهاء التقاتُل برفض واسع النطاق من جانب المجتمع المدني. اندلعت التظاهرات في جميع أرجاء البلاد ضد الرئيس أيوب خان بعد أن عزل وزير خارجيته ذو الفقار علي بوتو في عام 1966. في الشهور الأولى من عام 1968، احتفل أيوب بما سماه عقد التطوير، فاندلعت ثورات من المواطنين الغاضبين. وفي نوفمبر من العام نفسه، كان ثمة مجموعة من طلاب راوالبيندي العائدين من لاندي كوتال، فأوقفتهم نقطة جمارك قرب أتوك، وتعرضوا لعنف شديد من رجال شرطة مركز الجمارك. عند عودتهم إلى راوالبيندي، نظموا مظاهرة ضد سوء تعامل الشرطة وسرعان ما تضخمت مظاهرتهم إلى ثورة ضخمة، فحاولت الشرطة قمع الثورة وأطلقت النار. رغم أنها بدأت بصفتها حركة طلّاب لكن انضم أعمال لاحقًا إليها وتحولت إلى حركة عام 1968 في باكستان، والتي وضعت الاشتراكية على جدول الأعمال.